# Katherine Johnson
Katherine Johnson (nhũ danh Coleman; 26 tháng 8 năm 1918 – 24 tháng 2 năm 2020), còn được biết đến là Katherine Goble, là một nhà toán học người Mỹ với các kết quả tính toán trong cơ học quỹ đạo khi bà đang là nhân viên của NASA đã có tính quyết định đến sự thành công của chuyến bay đầu tiên có người lái vào không gian cũng như các lần tiếp theo của Hoa Kỳ. Trong suốt sự nghiệp 35 năm ở NASA và trước đó ở Ủy ban tư vấn quốc gia về hàng không, bà có được sự tài tình khi tính toán các phép tính phức tạp bằng tay và giúp tiên phong trong việc sử dụng máy tính để thực hiện các phép tính. Cơ quan không gian coi "bà có vai trò lịch sử như là một trong những phụ nữ Mỹ gốc Phi đầu tiên trở thành nhà khoa học NASA".
Công việc của Johnson bao gồm tính các quỹ đạo, khoảng chu kỳ phóng (launch window) và quỹ đạo trở lại khẩn cấp của các chuyến bay trong Chương trình Sao Thủy, bao gồm trong các lần bay của Alan Shepard, người Mỹ đầu tiên vào không gian, và John Glenn, người Mỹ đầu tiên bay trên quỹ đạo, và các quỹ đạo điều khiển cho module Mặt Trăng và module chỉ huy trong chương trình Apollo trong các chuyến bay đến Mặt Trăng. Các tính toán của bà cũng là những đóng góp quan trọng cho chương trình tàu con thoi, và bà tham gia vào một kế hoạch đưa người lên Sao Hỏa. 
Năm 2015, tổng thống Barack Obama trao cho Johnson Huân chương Tự do Tổng thống. Năm 2019, Johnson được trao Huy chương Vàng của Quốc hội Mỹ (Congressional Gold Medal). Diễn viên Taraji P. Henson đóng vai bà là nhân vật chính trong bộ phim năm 2016 Hidden Figures (Những con người thầm lặng).